# Jerry Tubbs
Gerald J. „Jerry“ Tubbs (* 23. Januar 1935 in Throckmorton, Texas, USA; † 13. Juni 2012 in Dallas, Texas) war ein US-amerikanischer American-Football-Spieler und -Trainer. Er spielte als Linebacker in der National Football League (NFL) bei den Dallas Cowboys, Chicago Cardinals und den San Francisco 49ers.

## Spielerlaufbahn

### Collegekarriere
Jerry Tubbs besuchte in den Jahren 1950 bis 1952 in Breckenridge die High School. Bereits auf der Schule war er als Footballspieler aktiv. Von 1954 bis 1956 studierte er an der University of Oklahoma und spielte dort zusammen mit Tommy McDonald in der Offense der Oklahoma Sooners College Football. Nachdem er in seinem Rookiespieljahr als Runningback aufgelaufen war, wechselte er im Jahr 1955 auf die Centerposition. Im folgenden Jahr erhielt er zusätzlich Spielzeit als Linebacker. Mit den Sooners gewann er in den Jahren 1955 und 1956 die US-amerikanische Collegemeisterschaft. In beiden Spieljahren sowie im Jahr 1954 blieb die Mannschaft ungeschlagen. Im letzten Studienjahr von Jerry Tubbs konnten die Sooners zudem im Orange Bowl die Mannschaft der University of Maryland, College Park mit 20:6 besiegen. In den Jahren 1955 und 1956 erhielt Tubbs mit der Wahl in die Ligaauswahl auch zwei individuelle Auszeichnungen. Zusätzlich folgte im Jahr 1956 die Wahl zum All American.

### Profikarriere
Jerry Tubbs wurde 1957 von den Chicago Cardinals in der ersten Runde an zehnter Stelle gedraftet. Seine Spielzeit in Chicago war nicht von Erfolg geprägt, im Laufe des Spieljahres 1958 wurde er an die San Francisco 49ers abgegeben. Aber auch seine Zeit in San Francisco blieb erfolglos. Im Jahr 1960 verpflichteten ihn die von Tom Landry trainierten Dallas Cowboys, die in ihr erstes Spieljahr gingen. Im Spieljahr 1965 fungierte er zudem als Assistenztrainer von Landry und betreute die Linebacker der Mannschaft. Mit Spielern wie den beiden zukünftigen Mitgliedern in der Pro Football Hall of Fame Lee Roy Jordan und Chuck Howley, sowie Dave Edwards waren die Cowboys hervorragend auf den Linebackerpositionen besetzt. Nach der Saison 1965 beendete er seine Laufbahn und arbeitete kurzzeitig für eine Versicherung, um im Jahr 1966 nochmals für vier Spiele als Ersatz für den verletzten Lee Roy Jordan auf das Spielfeld zurückzukehren. Aufgrund einer Rückenverletzung musste er die Saison jedoch vorzeitig beenden. In der Saison 1967 blieb Tubbs als Spielertrainer im Mannschaftskader, erhielt jedoch keine Einsatzzeit auf dem Spielfeld. Nach diesem Jahr war Tubbs nur noch als Assistenztrainer bei den Cowboys tätig.

## Trainerlaufbahn
In den folgenden Spieljahren sollten sich die Cowboys als Spitzenteam in der NFL etablieren. Zusammen mit dem im Jahr 1966 verpflichteten Ernie Stautner entwickelte er die Defense der Cowboys weiter. Sie sollte als Doomsday Defense in die Geschichte der NFL eingehen.
1970 gewann Tubbs seinen ersten Titel in der National Football Conference (NFC) gegen die San Francisco 49ers. Seine Mannschaft verlor jedoch den Super Bowl V gegen die Baltimore Colts. Im folgenden Jahr gewann Jerry Tubbs seinen zweiten Titel in der NFC gegen die 49ers und seinen ersten Super Bowl gegen die Miami Dolphins.
In der Saison 1975 folgte für Tubbs der dritte Titel in der NFC. Dem Sieg über die Los Angeles Rams im NFC Endspiel folgte allerdings eine Niederlage im Super Bowl X gegen die Pittsburgh Steelers.
Im Jahr 1977 konnte Jerry Tubbs mit den Dallas Cowboys seinen zweiten Super Bowl gewinnen. Nach einem Sieg über die Minnesota Vikings im NFC Championship Game folgte ein Sieg über die Denver Broncos im Super Bowl XII.
Im Jahr 1978 gewann Tubbs seinen fünften Titel in der NFC. Erneut konnten die Los Angeles Rams im NFC Championship Game geschlagen werden. Diesem Sieg stand allerdings eine Niederlage gegen die Pittsburgh Steelers im Super Bowl XIII gegenüber.
Nach 21 Jahren als Assistenztrainer bei den Dallas Cowboys beendete er seine Trainerlaufbahn und betreute fortan in Dallas seine eigene Ranch. Er starb im Jahr 2012. Seine letzte Ruhestätte ist nicht bekannt.

## Ehrungen
Jerry Tubbs spielte einmal im Pro Bowl und wurde einmal zum All Pro gewählt. Er ist Mitglied in der Texas High School Sports Hall of Fame, in der Big Country Athletics Hall of Fame, in der Oklahoma Sports Hall of Fame und seit 1996 in der College Football Hall of Fame.